# Sematophyllum subsimplex
Sematophyllum subsimplex är en bladmossart som beskrevs av Mitten 1869. Sematophyllum subsimplex ingår i släktet Sematophyllum och familjen Sematophyllaceae. Inga underarter finns listade i Catalogue of Life.